# Navarretia subuligera
Navarretia subuligera är en blågullsväxtart som beskrevs av Edward Lee Greene. Navarretia subuligera ingår i släktet navarretior, och familjen blågullsväxter. Inga underarter finns listade i Catalogue of Life.